# Mosura 2
Mosura 2 (モスラ2 海底の大決戦?, Mosura Tsū kaitei no daikessen, lett. "Mothra 2 - La battaglia sottomarina") è un film del 1997 diretto da Kunio Miyoshi.

## Trama
L'inquinamento sfrenato degli oceani risveglia il mostro Dagahra. Mothra Leo, che ha preso il posto della madre dopo la morte di lei nel film precedente, interviene, ma viene sconfitto e portato sul punto di morte. Solo l'intervento dell'incredibile potere della civiltà che ha creato Dagahra riesce a ridare energia a Mothra Leo, dandogli la possibilità di trasformarsi in Mothra arcobaleno poi usa la sua forma acquatica che gli permette di sconfiggere una volta per tutte il mostruoso avversario.